# へび座ガンマ星
へび座γ星（へびざガンマせい、γ Ser / γ Serpentis）は、へび座の頭部に位置する恒星である。この星は黄白色の準巨星である。10等級の伴星を2つ持っていると言われることがあるが、これらは見かけの伴星である。

## 名称
アラビア語で「ヘビの目」を意味するアインアルハイ（Ainalhai）という固有名を持つ。